# Marco Polizzi
Marco Polizzi (Foligno, 9 gennaio 1972) è un ex giocatore di football americano e allenatore di football americano italiano che ha giocato come cornerback e runningback della nazionale di football americano dell'Italia.
Dal 2011 svolge il ruolo di allenatore dei runningback nei Seamen Milano.
Nella sua carriera giocò principalmente come runningback e successivamente come cornerback ma occasionalmente anche come kick returner e punt returner. Durante la sua carriera ha giocato per i Rams Milano, i Wasps Vigevano, i Pythons Milano, i Rhinos Milano, i Lions Bergamo, i Falcons Milano e i Puma Milano.

## Carriera da giocatore

### Squadre di Club
Polizzi iniziò la sua carriera nel football con i Rams Milano nel 1987, dove venne impiegato come cornerback.
Dopo i due anni di esordio con i Rams Milano, Polizzi giocò la stagione 1989 negli Wasps Vigevano.
Nel 1990 Polizzi passò ai Pythons Milano, con i quali venne spostato nella posizione di runningback e disputò quattro stagioni. Il successo con i Pyhtons gli valse la convocazione, alla fine della stagione 1993, al Campionato europeo di football americano 1993 con la nazionale di football americano dell'Italia.

Nel 1994 Polizzi giocò per i Rhinos Milano.

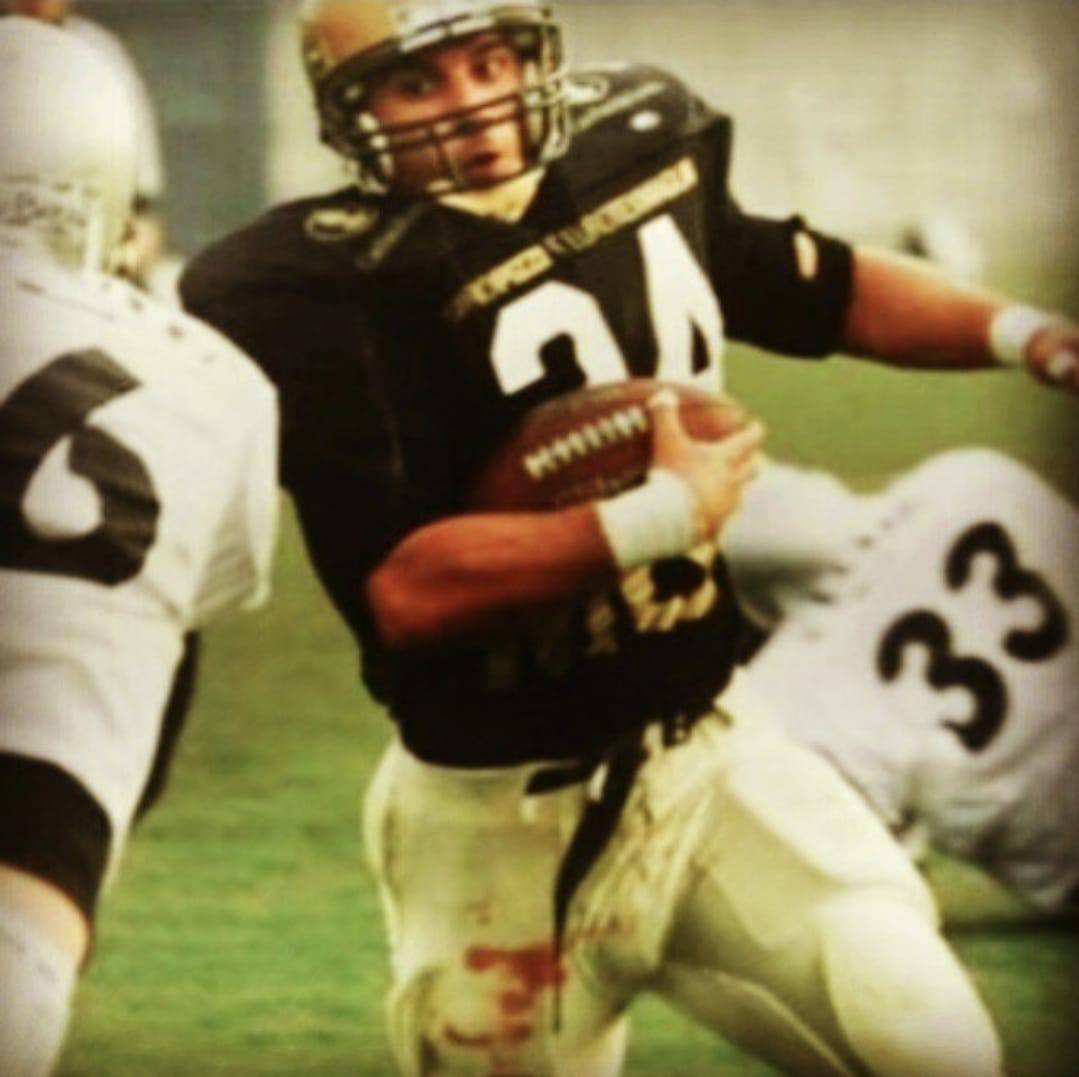
Polizzi ai Lions Bergamo

Nel 1996 passò ai Lions Bergamo, squadra con cui passò il maggior numero di anni nella propria carriera da giocatore. Lo stesso anno, i Lions presero parte alla Football League of Europe, una lega semi-professionistica. Al rientro dei Lions Bergamo in Italia, con gli orobici Polizzi aggiunse al proprio palmarès la quasi totalità dei trofei raccolti in carriera come giocatore. Con i Lions arrivarono infatti le vittorie in 5 Italian Bowl, nel 1998, nel 1999, nel 2000, nel 2001 e nel 2002. Polizzi fece anche parte dei Lions che si imposero nel football europeo per club. Nel 1999 vinse la Champions League, poi nel 2000, nel 2001 e nel 2002 vinse tre edizioni di seguito dell'Eurobowl. Durante questo periodo, Polizzi giocò nuovamente come cornerback ma soprattutto come runningback, ruolo che poté perfezionare grazie agli allenamenti fianco a fianco di due giocatori con esperienza nella NFL, Tyrone Rush e Scott Lockwood.
Nel 2003 Polizzi si spostò ai Falcons Milano, la sua città di residenza, per meglio conciliare gli impegni sportivi e la vita privata. In seguito alla stagione con i Falcons, infatti, Polizzi sospese l'attività agonistica per alcuni anni.
Nel 2008 Polizzi tornò al football giocato, tornando ai Lions Bergamo con cui aveva già giocato per sette anni, nella posizione di corberback.
Nel 2010 Polizzi passò ai Puma Bresso, con cui concluse la carriera da giocatore, giocando esclusivamente come runningback.

### Nazionale Italiana
Nel corso della propria carriera, Polizzi fece parte anche della nazionale di football americano dell'Italia. Nel 1993 partecipò ai Campionato europeo di football americano 1993 a Telgate, convocato come runningback. Nel 1999 Polizzi partecipò al campionato mondiale di football americano 1999, noto anche come Italia 1999, ottenendo il quarto posto in classifica, convocato come cornerback.

## Carriera da allenatore

### Squadre di Club
Polizzi iniziò la sua carriera da allenatore nel football nel 2010, lo stesso anno in cui concluse quella da giocatore. Durante quella stagione fu infatti sia un assistente allenatore dei runningback che egli stesso un giocatore, proprio nel ruolo di runningback, nei Puma Milano, che militavano in Seconda Divisione.
Nel 2011 i Puma Milano confluirono nei Seamen Milano e Polizzi -appese le scarpe al chiodo- ebbe modo di dedicarsi pienamente alla carriera di allenatore del team milanese, in cui ricoprì diversi ruoli.
Nel 2011 fu il coach dei Runningback e dei Defensive Back nel team della Italian Football League coordinato da Joe Avezzano. Ricoprì il ruolo di coach dei runningback nel team della IFL anche per tutti gli anni successivi, fino al 2022. Nel corso di questi anni, Polizzi conquistò altri 5 titoli di Campione Italiano, grazie alle vittorie nell'Italian Bowl nel 2014, nel 2015, nel 2017, nel 2018 e nel 2019. Durante queste stagioni, inoltre, Polizzi portò i Seamen a due finali europee, il Final Four 2016 e l'Eurobowl 2018.
Polizzi allenò anche le formazioni giovanili dei Seamen Milano. Dal 2016 al 2019 fu capo allenatore del team Under 16, con cui vinse il campionato italiano nel 2019. Nel 2020 fu capo allenatore del team Under 17, con cui conquistò lo Spring Bowl. Nel 2022 fu il capo allenatore del team Under 18.
Sulla scia della sua esperienza di allenatore dei team giovanili, nell'anno 2016-2017 diede vita ad un progetto denominato High School - studio e sport dedicato agli studenti delle scuole superiori, presentato nello stesso anno alla FIDAF Coach Convention.
L'obiettivo del progetto era il supporto della crescita dei ragazzi non solo dal punto di vista sportivo ma anche nello studio, generando una interazione sinergica tra sport e scuola, così come tra le società sportive e le famiglie dei ragazzi.
Dal 2023, Polizzi è il coach dei runningback dei Milano Seamen nella European League of Football.

### Nazionale Italiana
Polizzi è stato anche allenatore della Nazionale Italiana di football americano. Nel 2015 fu Ghost Coach della nazionale italiana maschile senior. Nel 2016 fu coach dei runningback della nazionale senior femminile. Dal 2022 è assistant coach della nazionale under 19 maschile.

## Palmarès

### Giocatore
- Italian Bowl: 6

Lions Bergamo: 1998, 1999, 2000, 2001, 2002, 2008
- Eurobowl: 3

Lions Bergamo: 2000, 2001, 2002

### Allenatore
- Italian Bowl: 5

Seamen Milano: 2014, 2015, 2017, 2018, 2019
- Campione d'Italia Under 16: 1

Seamen Milano: 2019

### Individuale
- All Star Game: 2

1991, 1992